# Percoidea
Percoidea es una superfamilia de peces actinopterigios del orden Perciformes, típicos de los mares cálidos. La mayoría viven en la costa y muy pocos son pelágicos.
Tienen las aletas ventrales bien desarrolladas y claramente separadas. La piel no es muy viscosa y tiene escamas ctenoides.
Económicamente no son especies importantes de pesca masiva con redes en alta mar, pero sí para la pesca como deporte y para consumo local en los pueblos costeros donde se pescan.

## Taxonomía
Las familias incluidas entre los Percoidea son:
- Centropomidae
- Latidae
- Ambassidae
- Moronidae
- Lateolabracidae
- Percichthyidae
- Acropomatidae
- Serranidae
- Ostracoberycidae
- Symphysanodontidae
- Centrogeniidae
- Callanthiidae
- Pseudochromidae
- Grammatidae
- Plesiopidae
- Opistognathidae
- Dinopercidae
- Banjosidae
- Centrarchidae
- Percidae
- Priacanthidae
- Apogonidae
- Epigonidae
- Sillaginidae
- Malacanthidae
- Lactariidae
- Scombropidae
- Dinolestidae
- Pomatomidae
- Nematistiidae
- Echeneidae
- Rachycentridae
- Coryphaenidae
- Carangidae
- Menidae
- Leiognathidae
- Bramidae
- Caristiidae
- Emmelichthyidae
- Lutjanidae
- Caesionidae
- Lobotidae
- Gerreidae
- Haemulidae
- Inermiidae
- Sparidae
- Centracanthidae
- Lethrinidae
- Nemipteridae
- Polynemidae
- Sciaenidae
- Mullidae
- Pempheridae
- Glaucosomatidae
- Leptobramidae
- Bathyclupeidae
- Monodactylidae
- Toxotidae
- Dichistiidae
- Drepaneidae
- Chaetodontidae
- Pomacanthidae
- Enoplosidae
- Pentacerotidae
- Nandidae
- Polycentridae
- Kyphosidae
- Parascorpididae
- Arripidae
- Terapontidae
- Kuhliidae
- Oplegnathidae
- Polyprionidae
- Perciliidae